# Gehaktmolen

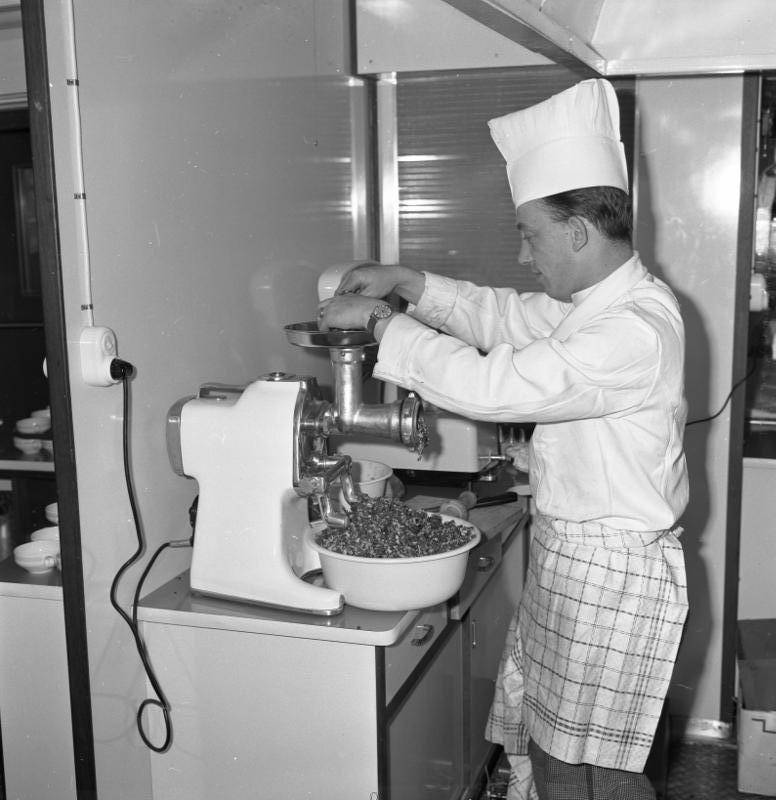
Een gehaktmolen in de professionele keuken.

Een gehaktmolen of vleesmolen is een culinair gereedschap gebruikt voor het malen van vlees.
Er bestaan verschillende modellen van het apparaat. Afhankelijk van de noodzaak gebruikt men modellen van verschillende grootte, en als aandrijving handmatig of elektrisch.
Bij de meeste gehaktmolens wordt het vlees bij het snijden door kleine openingen geduwd, dit heet extruderen. Het product dat hieruit komt wordt gehakt genoemd.

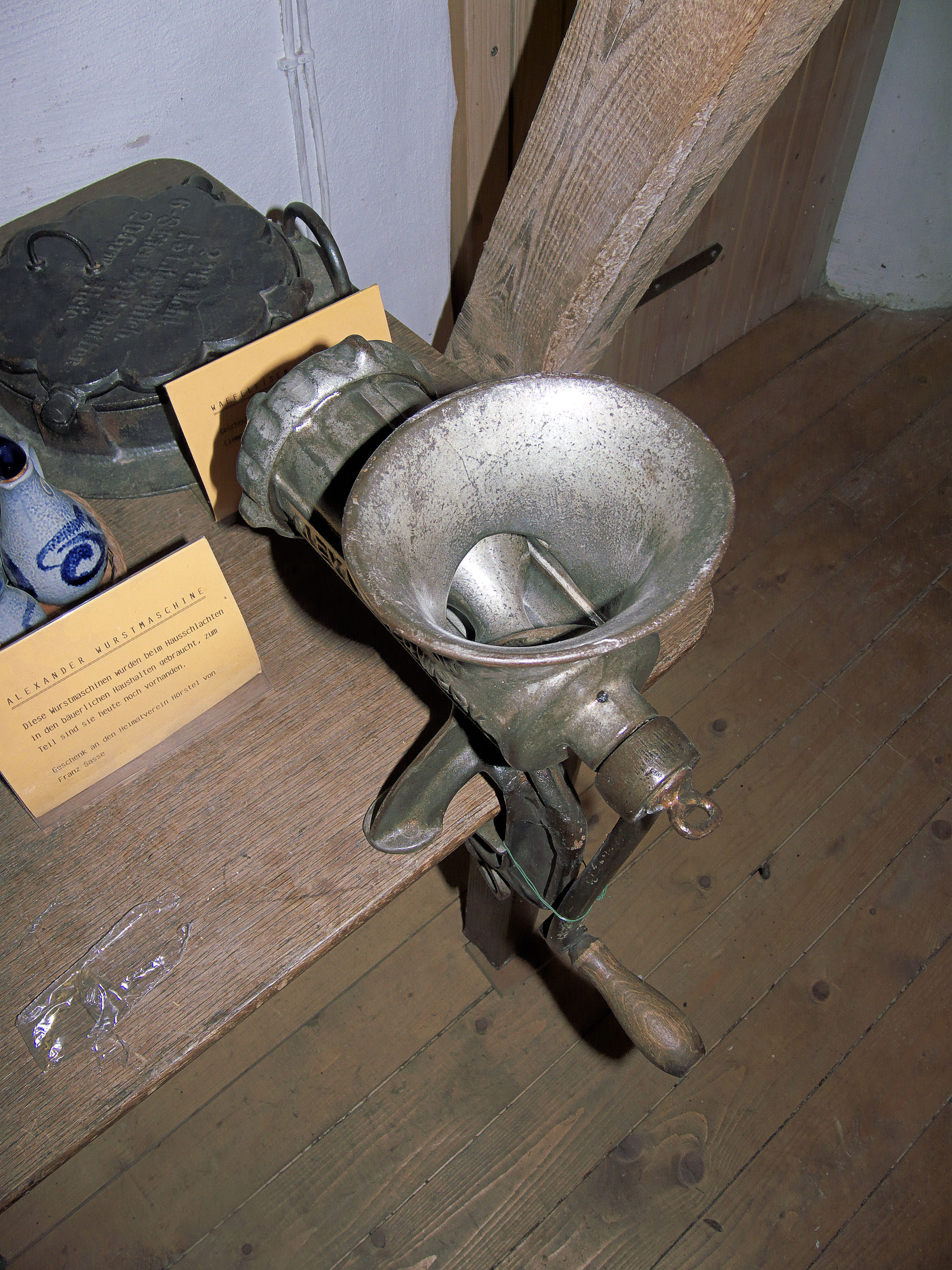
Gehaktmolen voor thuis.
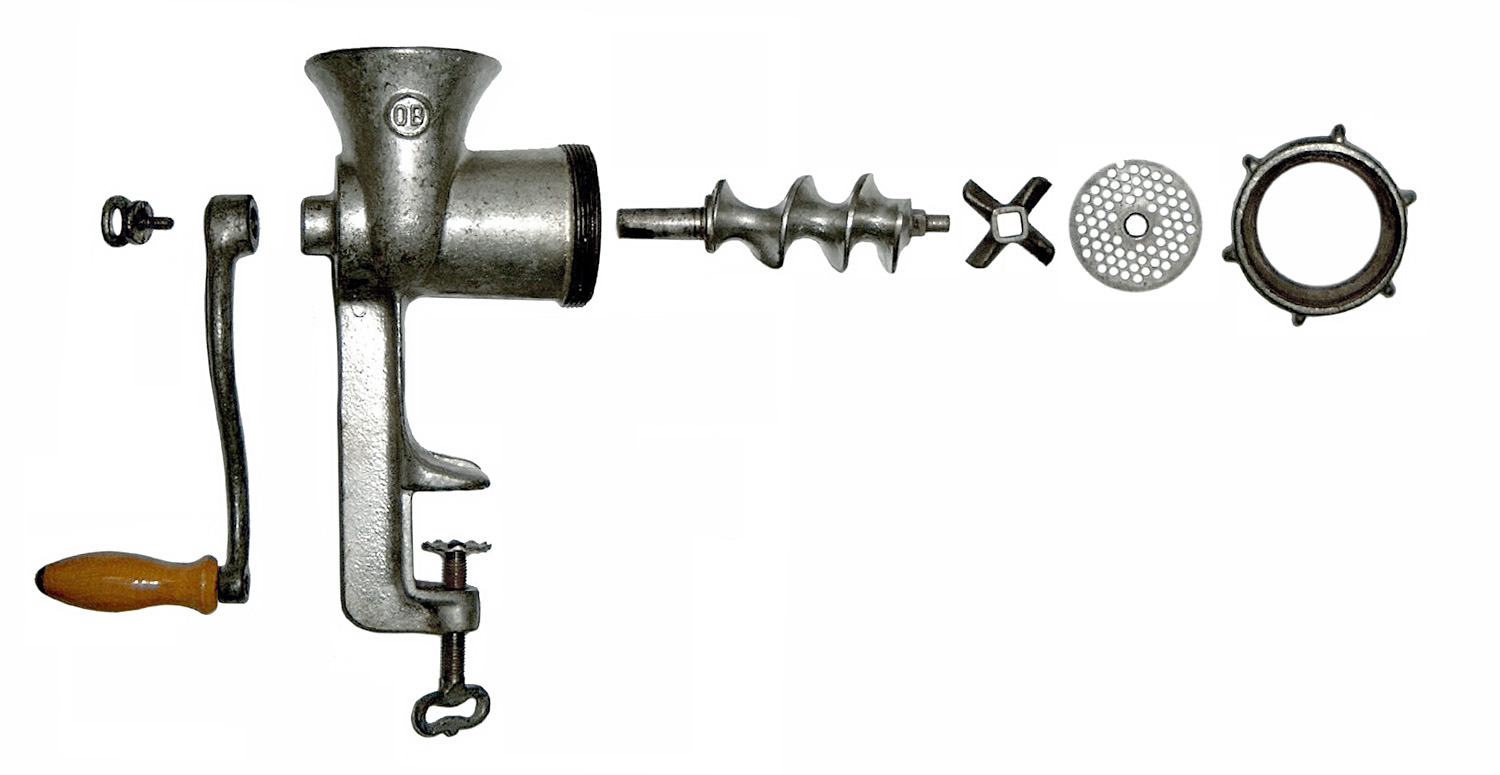
Een uit elkaar gehaalde handmatige gehaktmolen.
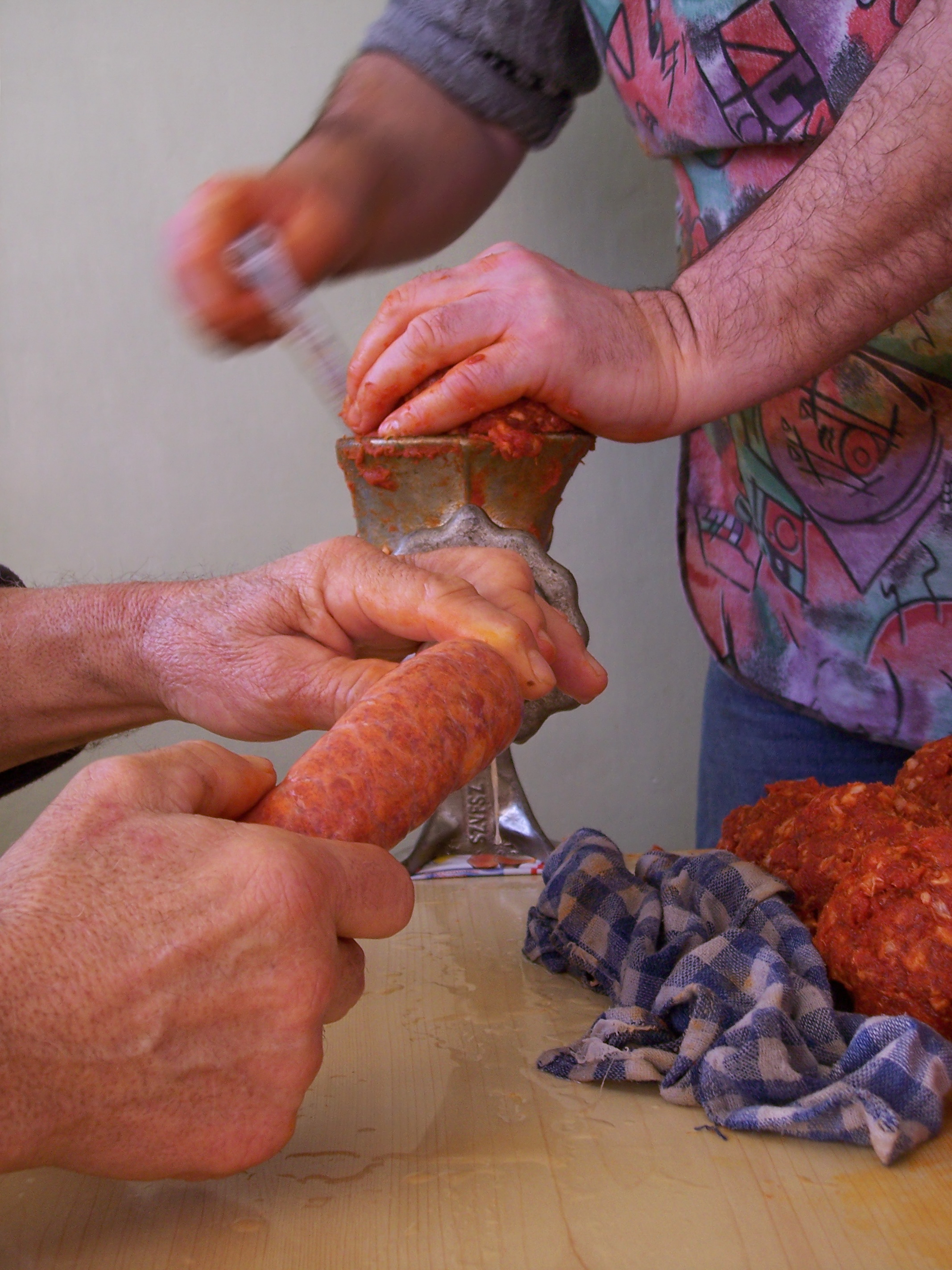
Worstenmaken met behulp van een gehaktmolen in Hongarije.